# بی‌آروارگان
آگناتا (/ˈæɡnəθə، æɡˈneɪθə/;\ از یونان باستان ἀ- (a-) «بدون» و γνάθος (gnáthos) «آروک») یا ماهی بی آرواره یک زیر شاخه پارافیلتیک از حیوانات در زیر شاخه ی انحصاری است که به وسیله ی فقدان آرواره ها مشخص می شود.
این گروه از هر دو گونه زنده (سیکلوستوم ها مانند ماهی هاگ و لامپری ها) و کلاد های منقرض شده (مانند کنودونت ها و استراکودرم ها و غیره) تشکیل شده است. آنها خواهر مهره‌دارانی آرواره دار هستند که gnathostomes نامیده می‌ شوند، که از اجداد بدون آرواره در اوایل سیلورین با ایجاد مفصل‌ های تاشو در اولین جفت‌ های قوس آبشش تکامل یافتند.
داده‌ های مولکولی، هم از RNA ریبوزومی و هم از mtDNA و همچنین داده‌ های جنین‌ شناسی ، قویاً از این فرضیه حمایت می‌ کنند که هر دو گروه آگناتان‌ های زنده، هاگ فیش‌ ها و لامپری‌ ها، نسبت نزدیک تری به یکدیگر نسبت به ماهی‌ های آرواره‌ دار دارند و کلاد Cyclostomi را تشکیل می‌ دهند.
قدیمی ترین آگناتان فسیلی در کامبرین ظاهر شد. ماهی های بدون آرواره زنده در مجموع حدود 120 گونه را شامل می شوند. هاگ فیش به عنوان عضو زیر شاخه Vertebrata در نظر گرفته می شود، زیرا آنها در مرحله دوم مهره های خود را از دست دادند. قبل از استنباط این رویداد از داده های مولکولی و تکاملی، فرضیه کرانیاتا پذیرفته شد و هنوز هم گاهی اوقات به عنوان یک توصیف کننده کاملاً مورفولوژیکی برای اشاره به هگ فیش به همراه مهره داران استفاده می شود.